# Shinzō wo Sasageyo!
"Shinzō wo Sasageyo!" (Nhật: 心臓を捧げよ！ n.đ. 'Dâng hiến cả con tim!') là bài hát thứ 11 do ban nhạc Linked Horizon sáng tác dành cho album thứ hai Shingeki no Kiseki. Ban đầu, bài hát được phát hành dưới bản rút gọn vào ngày 2 tháng 4 năm 2017 để sử dụng làm ca khúc mở đầu thứ ba cho loạt anime Đại chiến Titan. Khoảng một tháng sau, tức ngày 17 tháng 5 năm 2017, phiên bản đầy đủ được phát hành trong album Shingeki no Kiseki. Bài hát do Revo (trưởng nhóm của Linked Horizon) sáng tác sau khi anh đọc lại nguyên tác manga của bộ phim nhiều lần. Anh còn lấy trực tiếp một vài từ trong manga để tạo lời nhạc, bao gồm cả tựa ca khúc.
Dù không quá thành công như ca khúc đầu tiên của Linked Horizon là "Guren no Yumiya", nhưng "Shinzo wo Sasageyo!" vẫn được trình diễn tại một số buổi hòa nhạc và nhận được hai đề cử giải thưởng vào năm 2017. Tháng 10 năm 2018, ca khúc có được chứng nhận Vàng từ Hiệp hội Công nghiệp Ghi âm Nhật Bản (RIAJ) và trở thành ca khúc đầu tiên của Linked Horizon đạt 100 triệu lượt phát trực tuyến trên nền tảng âm nhạc Spotify vào tháng 12 năm 2021.

## Bối cảnh và phát hành
Sau khi sáng tác hai bài hát mở đầu trước đó là "Guren no Yumiya" và "Jiyū no Tsubasa" cho Đại chiến Titan, "Shinzo wo Sasageyo!" sẽ là ca khúc thứ ba mà ban nhạc Linked Horizon sáng tác cho bộ phim sau gần bốn năm. Ngày 6 tháng 3 năm 2017, bài hát lần đầu tiên được công bố dưới danh nghĩa là ca khúc mở đầu tiếp theo cho bộ anime, Ngày 9 tháng 3, Revo cũng được tiết lộ là ca sĩ chính của bài trên tạp chí Bessatsu Shōnen. Khoảng một tháng sau, tức vào ngày 2 tháng 4 năm 2017, ca khúc được phát hành dưới bản rút gọn để trùng với thời điểm phát hành mùa hai của bộ anime. Ngày 17 tháng 5 năm 2017, phiên bản đầy đủ của bài hát được phát hành trong album Shingeki no Kiseki và là ca khúc thứ 11 của album.
Trong phim, cụm từ "Shinzō wo Sasageyo!" là lời chào chính và là tiếng hô xung trận được các nhân vật chính trong phim sử dụng xuyên suốt bộ phim, khiến nó trở thành tựa đề phù hợp cho bài hát.

## Nội dung
Theo Revo, anh sáng tác "Shinzō wo Sasageyo!" sau khi đọc lại nguyên tác manga của bộ phim để có thể tìm ra phần nào của truyện sẽ phù hợp nhất trong ca khúc. Sau đó Revo tiết lộ trong một cuộc phỏng vấn với BARKS rằng ngoài việc chắt lọc thông tin từ bộ anime để viết lời bài hát, anh cũng sẽ "cất tiếng hát những cụm từ trong Đại chiến Titan lên với một niềm kiêu hãnh". Revo giải thích thêm rằng "Shinzō wo Sasageyo!" cũng chứa những "yếu tố" mà người biết trước câu chuyện sẽ nhận ra là rò rỉ nội dung, nhưng đối với những người không biết về nó thì sẽ nghĩ rằng đó chỉ là một cách để làm họ chú ý". Trang web Comic Book Resources bình luận về ca khúc rằng "Shinzō wo Sasageyo!" sở hữu một cảm giác "hoành tráng" khi ghi lại những trận chiến nảy lửa trong 'Đại chiến Titan' và gói gọn chúng vào nhịp điệu chung của tình tiết phim.

## Biểu diễn
Tại những chuyến hòa nhạc mà Linked Horizon tổ chức vào năm 2017, "Shinzō wo Sasageyo!" đã được trình diễn cùng với các ca khúc khác trong album Shingeki no Kiseki. Ngày 20 tháng 7 năm 2018, ban nhạc symphonic metal Epica phát hành phiên bản cover của "Shinzō wo Sasageyo!" trong đĩa mở rộng thứ hai mà họ bắt đầu thu âm vào mùa hè năm 2017 mang tên Epica vs Attack on Titan Songs.

## Đón nhận

### Trên bảng xếp hạng
"Shinzō wo Sasageyo!" đã có màn ra mắt trên hai bảng xếp hạng của Billboard Japan và đạt vị trí cao nhất trên nhiều bảng xếp hạng của các nền tảng âm nhạc trực tuyến. Tháng 12 năm 2021, ca khúc đạt hơn 100 triệu lượt phát trực tuyến trên Spotify, trở thành bài hát đầu tiên của Linked Horizon đạt được thành tích này. Cũng trong năm 2021, "Shinzo wo Sasageyo!" đứng thứ 5 trên bảng xếp hạng "Những ca khúc của một nghệ sĩ Nhật Bản được phát nhiều nhất tại nước ngoài" hàng năm của Spotify và vẫn là ca khúc anime mở đầu được phát nhiều thứ 10 trên Spotify trong năm 2022.
| Bảng xếp hạng (2017)      | Vị trí cao nhất |
| ------------------------- | --------------- |
| Japan Hot 100 (Billboard) | 16              |
| Hot Animation (Billboard) | 2               |

| Bảng xếp hạng (2017)       | Vị trí cao nhất |
| -------------------------- | --------------- |
| Download Songs (Billboard) | 81              |

### Chứng nhận
| Quốc gia                                 | Chứng nhận | Số đơn vị/doanh số chứng nhận |
| ---------------------------------------- | ---------- | ----------------------------- |
| Nhật Bản (RIAJ)                          | Vàng       | 100.000*                      |
| * Chứng nhận dựa theo doanh số tiêu thụ. |            |                               |

### Giải thưởng
| Năm  | Sự kiện                  | Danh mục                     | Kết quả | Nguồn  |
| ---- | ------------------------ | ---------------------------- | ------- | ------ |
| 2017 | Newtype Anime Awards     | Ca khúc chủ đề xuất sắc nhất | Hạng 8  | [ 15 ] |
| 2017 | Crunchyroll Anime Awards | Ca khúc mở đầu xuất sắc nhất | Đề cử   | [ 16 ] |